# Extremely high frequency
Extremely high frequency (abbreviato con la sigla EHF) indica quella parte delle onde radio compresa tra 30 e 300 GHz, frequenza oltre la quale la radiazione elettromagnetica è considerata luce infrarossa inferiore (o lontana), meglio nota come radiazione Terahertz. La banda EHF è caratterizzata da una lunghezza d'onda che varia tra il millimetro e i dieci millimetri. Per questo motivo l'insieme delle onde EHF viene anche definito "onde millimetriche" o "banda millimetrica", nomi a volte abbreviati in MMW or mmW. Queste frequenze vengono utilizzate, insieme alle SHF, per le trasmissioni satellitari militari e radioamatoriali. Buona parte dello spettro delle microonde fa parte di questa banda.

## Applicazioni

### Ricerca scientifica
La banda in questione è sfruttata nell'ambito della radioastronomia e del telerilevamento. Le uniche basi radioastronomiche con sede a terra sono perlopiù in alta quota, come accade per Kitt Peak e gli impianti dell'Atacama Large Millimeter Array (ALMA), dedicati all'assorbimento atmosferico. Il telerilevamento da satellite invece, con frequenze vicine ai 60 GHz, permette di determinare le distribuzioni di temperatura nell'alta atmosfera tramite misurazioni della radiazione emessa dalle molecole di ossigeno, che è funzione di temperatura e pressione.

### Radioamatori
A 76 GHz vi è una porzione di banda assegnata ai Radioamatori. Lo scopo del radioamatore è di osservare il comportamento dell'atmosfera a questa frequenza, effettuando collegamenti bilaterali, di maggiore lunghezza possibile, in diverse ore della giornata ed in diverse situazioni meteorologiche.
L'ITU ha assegnato le frequenze tra i 57 e i 59,3 GHz al monitoraggio dell'atmosfera; in particolare questa banda è utilizzata da sensori meteorologici e climatici che servono anche a studiare l'assorbimento e l'emissione di ossigeno dall'atmosfera.

### Telecomunicazioni
Lo standard Wi-Fi IEEE 802.11ad operata nello spettro dei 60 GHz (banda V) per raggiungere un tasso di trasferimento dati di 7 Gbit/s.
L'uso di bande con onde millimetriche è previsti in comunicazioni punto-punto, in collegamenti intersatellitari ed in comunicazioni punto-multipunto. Ci sono stati tentativi di usare onde millimetriche nella comunicazione cellulare di quinta generazione (5G), in questo contesto vengono stilizzate come mmWave
Questa banda sta diventando anche una soluzione per la comunicazione tra veicoli a guida semiautonoma.

### Scansioni per ragioni di sicurezza
L'abbigliamento e altri materiali organici sono trasparenti alle onde millimetriche di determinate frequenze, quindi una recente applicazione sono stati gli scanner per la sicurezza aeroportuale adatti a rilevare armi e altri oggetti pericolosi trasportati sotto l'abbigliamento. I sostenitori della privacy sono preoccupati per l'uso di questa tecnologia perché, in alcuni casi, consente a chi controlla di vedere i passeggeri dell'aeroporto come se fossero senza indumenti.

### Medicina
Radiazioni elettromagnetiche a bassa intensità (di solito 10 mW/cm2 o meno) ad altra frequenza estrema (EHF) possono essere usate in medicina per l'uomo per il trattamento di malattie. Ad esempio, "Una breve esposizione MMW a bassa intensità può cambiare: la crescita cellulare e i tassi di proliferazione, l'attività di enzimi, lo stato dell'apparato genetico cellulare, la funzione delle membrane eccitabili e i recettori periferici Questo trattamento è in particolare associato all'intervallo dai 40 ai 70 GHz.. Il trattamento viene chiamato: Terapia con onde millimetriche o Terapia EHF.
Questo trattamento è stato tipico delle nazioni dell'Est Europa. La rivista Millimeter waves in biology and medicine ne studia le basi scientifiche e le applicazioni cliniche di queste terapie.